# Desorientación espacial

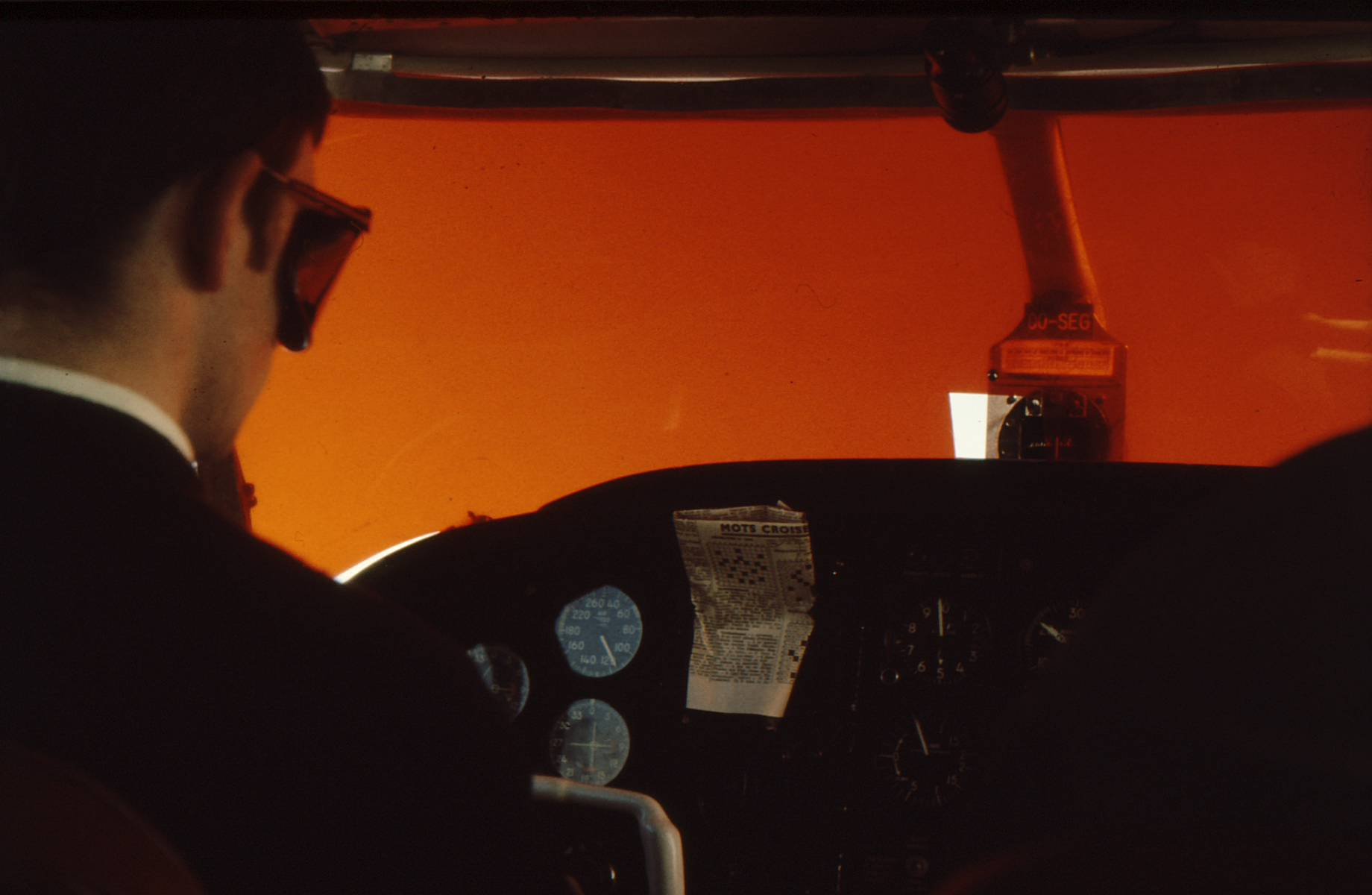
Vuelo a ciegas. El piloto usa gafas que bloquean los colores transparentes a través de la lámina de plástico naranja que tiene delante. El instructor no usa gafas, por lo que su visión exterior es de color naranja.

La desorientación espacial es el resultado de una percepción incorrecta de la actitud de la aeronave, es decir, de su orientación con respecto al horizonte. Si un piloto se basa en esta percepción incorrecta, puede hacer que gire, ascienda o descienda inadvertidamente la aeronave. Para los pilotos, el reconocimiento adecuado de la actitud de la aeronave es más importante de noche o con mal tiempo, cuando no hay un horizonte visible; en estas condiciones, los pilotos pueden determinar la actitud de la aeronave por referencia a un indicador de actitud. La desorientación espacial puede ocurrir en otras situaciones en las que la visibilidad es reducida.

## Historia
La orientación espacial durante el vuelo es difícil de lograr porque numerosos estímulos sensoriales (visuales, vestibulares y propioceptivos) varían en magnitud, dirección y frecuencia. Cualquier diferencia o discrepancia entre los estímulos sensoriales visuales, vestibulares y propioceptivos da como resultado un desajuste sensorial que puede producir ilusiones y conducir a la desorientación espacial. Se considera que el sentido visual es el que más contribuye a la orientación.: 4 
Mientras probaba un indicador de viraje y deslizamiento temprano ideado por su amigo Elmer Sperry en 1918, el piloto del Cuerpo Aéreo del Ejército de los Estados Unidos William Ocker entró en una espiral de cementerio mientras volaba a través de nubes sin referencias visuales; el indicador de viraje mostró que estaba en un viraje pronunciado, pero sus sentidos le dijeron que estaba en vuelo nivelado. Al emerger de las nubes, Ocker pudo recuperarse de la caída de altitud. En 1926, Ocker fue sometido a una prueba de equilibrio de silla Bárány por el Dr. David A. Myers en Crissy Field; la duplicación resultante de la ilusión somatogiral que había experimentado y una nueva prueba posterior, que aprobó utilizando el indicador de viraje, lo llevaron a desarrollar y defender el vuelo instrumentado. Sperry luego inventó el girocompás y el indicador de actitud, ambos en prueba en 1930.: 8  Con el teniente Carl Crane, Ocker publicó el texto instructivo Blind Flying in Theory and Practice en 1932.  Entre los defensores influyentes del entrenamiento de vuelo instrumentado se encontraban Albert Hegenberger y Jimmy Doolittle.: 8 
En 1965, la Agencia Federal de Aviación de los Estados Unidos emitió la Circular de asesoramiento AC 60-4, advirtiendo a los pilotos sobre los peligros de desorientación espacial, que pueden resultar de la operación bajo reglas de vuelo visual en condiciones de visibilidad marginal. Una nueva versión del aviso fue emitida en 1983 como AC 60-4A, definiendo la desorientación espacial como "la incapacidad de decir qué lado es 'arriba'".
Las estadísticas muestran que entre el 5% y el 10% de todos los accidentes de aviación general pueden atribuirse a la desorientación espacial, el 90% de los cuales son fatales.  La pérdida de conciencia inducida por la fuerza G y la desorientación espacial (g-LOC) son dos de las causas más comunes de muerte por factores humanos en la aviación militar. Un estudio sobre la prevalencia de incidentes de desorientación espacial concluyó:

"Si un piloto vuela durante el tiempo suficiente... no hay posibilidad de que escape de experimentar al menos un episodio de [desorientación espacial]. Visto de otra manera, los pilotos pueden considerarse en uno de dos grupos: los que han sido desorientados y los que lo serán".: 2 

## Fisiología
Hay cuatro sistemas fisiológicos que interactúan para permitir que los humanos se orienten en el espacio. La vista es el sentido dominante para la orientación, pero el sistema vestibular, el sistema propioceptivo y el sistema auditivo también desempeñan un papel. 
La orientación espacial (cuyo inverso es la desorientación espacial, también conocida como D espacial) es la capacidad de mantener la orientación y la postura corporal en relación con el entorno circundante (espacio físico) en reposo y durante el movimiento. Los humanos han evolucionado para mantener la orientación espacial en el suelo. Una buena orientación espacial en el suelo se basa en el uso de información sensorial visual, auditiva, vestibular y propioceptiva. Los cambios en la aceleración lineal, la aceleración angular y la gravedad son detectados por el sistema vestibular y los receptores propioceptivos, y luego se comparan en el cerebro con la información visual. 
El entorno tridimensional del vuelo es desconocido para el cuerpo humano, lo que genera conflictos sensoriales e ilusiones que dificultan y, a veces, imposibilitan la orientación espacial. El resultado de estas diversas ilusiones visuales y no visuales es la desorientación espacial. Se han desarrollado varios modelos para obtener predicciones cuantitativas de la desorientación asociada con aceleraciones conocidas de las aeronaves.

## Sistema vestibular y sensaciones sensoriales

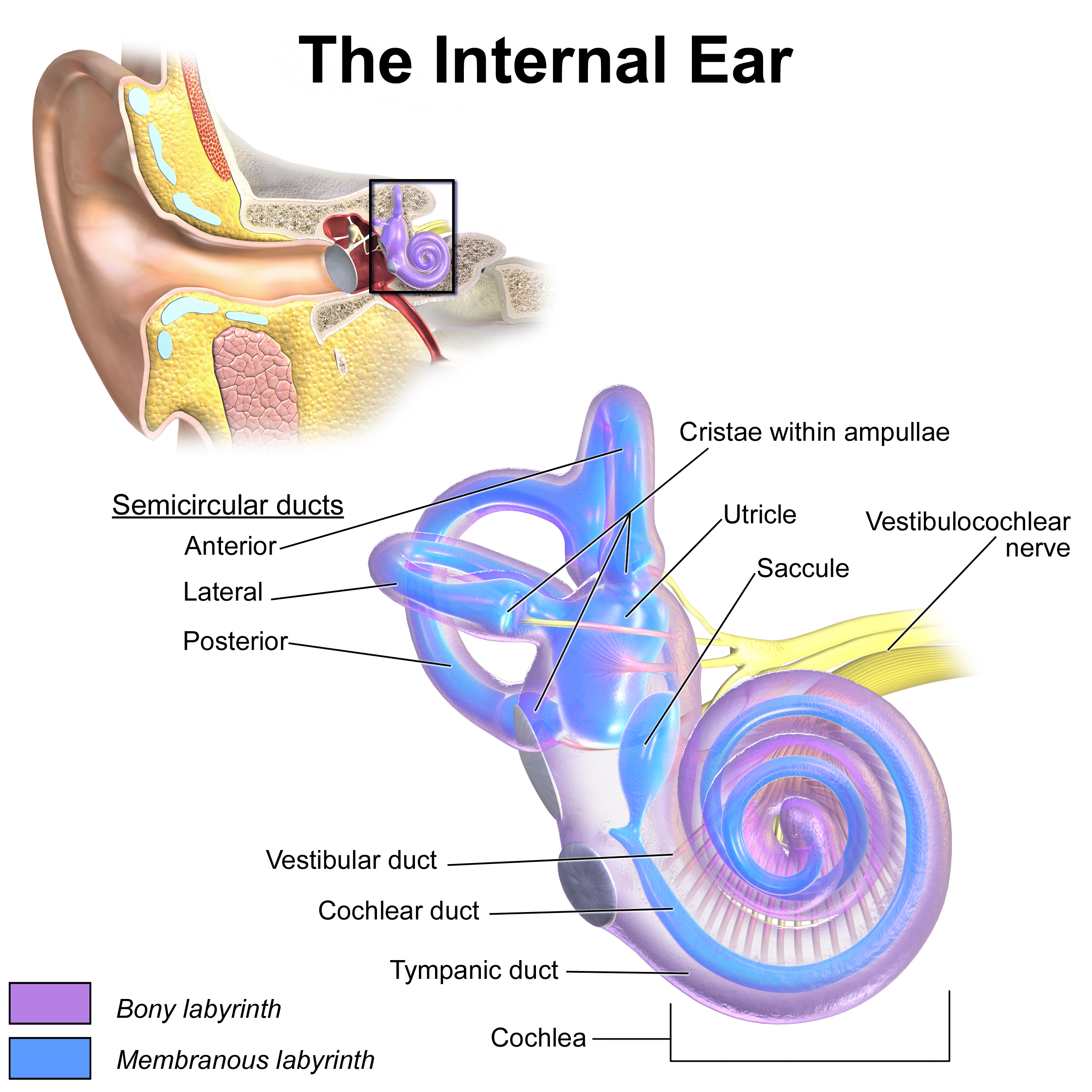
Anatomía del Oído interno

El sistema vestibular detecta la aceleración lineal y angular (rotatoria) mediante órganos especializados en el oído interno. Las aceleraciones lineales son detectadas por los órganos otolíticos, mientras que las aceleraciones angulares son detectadas por los canales semicirculares.

### Sensaciones engañosas

Fuerzas de sustentación (L) y peso/gravedad (w) que actúan sobre una aeronave que realiza un viraje inclinado o coordinado

Sin una referencia visual o señales, como un horizonte visible, los humanos dependerán de sentidos no visuales para establecer su sentido del movimiento y el equilibrio. Durante el entorno acelerado anormal del vuelo, los sistemas vestibular y propioceptivo pueden ser engañados, lo que resulta en desorientación espacial. Cuando una aeronave está maniobrando, se pueden crear fuerzas inerciales por cambios en la velocidad de la aeronave (aceleración lineal) y/o cambios en la dirección (aceleración rotacional y fuerza centrífuga), lo que resulta en un error de percepción de la vertical, ya que las fuerzas combinadas de gravedad e inercia no se alinean con lo que el sistema vestibular supone que es la dirección vertical de la gravedad (hacia el centro de la Tierra).
En condiciones ideales, las señales visuales proporcionarán suficiente información para anular las señales vestibulares ilusorias, pero por la noche o con mal tiempo, las señales visuales pueden verse superadas por estas sensaciones no visuales ilusorias, lo que produce desorientación espacial. Las condiciones de vuelo con baja visibilidad incluyen la noche, sobre el agua u otro terreno monótono/sin rasgos distintivos que se funde con el cielo, tiempo sin visibilidad o entrada inadvertida en condiciones meteorológicas instrumentales después de volar en niebla o nubes.
Por ejemplo, en un avión que está haciendo un viraje coordinado (inclinado), sin importar cuán pronunciado sea, los ocupantes tendrán poca o ninguna sensación de estar inclinadose en el aire a menos que el horizonte sea visible, ya que las fuerzas combinadas de sustentación y gravedad se sienten como si presionaran al ocupante contra el asiento sin una fuerza lateral que los deslice hacia ningún lado. De manera similar, es posible ascender o descender gradualmente sin un cambio notable en la presión contra el asiento. En algunos aviones, es posible ejecutar un rizo sin tirar de fuerzas g negativas de modo que, sin referencia visual, el piloto podría estar boca abajo sin darse cuenta. Un cambio gradual en cualquier dirección de movimiento puede no ser lo suficientemente fuerte como para activar el sistema vestibular, por lo que el piloto puede no darse cuenta de que el avión está acelerando, desacelerando o inclinándose.

Conjunto estándar de instrumentos de vuelo, incluido el indicador de actitud (arriba en el centro) y el indicador de viraje y deslizamiento (abajo a la izquierda)

Los instrumentos de vuelo giroscópicos, como el indicador de actitud (horizonte artificial) y el indicador de viraje y deslizamiento, están diseñados para proporcionar información para contrarrestar sensaciones engañosas de los sentidos no visuales. 

### Otolitos e ilusiones somatográvicas
En cada oído se encuentran dos órganos otolíticos, el sáculo y el utrículo, dispuestos en ángulo recto entre sí. El utrículo detecta cambios en la aceleración lineal en el plano horizontal, mientras que el sáculo detecta aceleraciones lineales en el plano vertical; los humanos han evolucionado para asumir que la aceleración vertical es causada por la gravedad. Sin embargo, el sáculo y el utrículo pueden proporcionar una percepción sensorial engañosa cuando la gravedad no se limita al plano vertical, o cuando las velocidades y aceleraciones del vehículo dan lugar a fuerzas inerciales comparables a la fuerza de gravedad, ya que los otolitos solo detectan la aceleración y no pueden distinguir las fuerzas inerciales de la fuerza de la gravedad. Algunos ejemplos de esto incluyen las fuerzas inerciales experimentadas durante un despegue vertical en un helicóptero o después de la apertura repentina de un paracaídas después de una caída libre. 
Las ilusiones causadas por los órganos otolíticos se denominan ilusiones somatográvicas e incluyen las ilusiones de inversión, cabeza arriba y cabeza abajo. La ilusión de inversión resulta de un ascenso pronunciado seguido de un retorno repentino al vuelo nivelado; el aumento relativo resultante en la velocidad de avance produce una ilusión de que la aeronave está invertida. Las ilusiones de cabeza arriba y cabeza abajo son similares, involucran una aceleración lineal repentina (cabeza arriba) o desaceleración (cabeza abajo), lo que lleva a una percepción errónea de que el morro de la aeronave se inclina hacia arriba (cabeza arriba) o hacia abajo (cabeza abajo); el piloto podría ser engañado y inclinar el morro hacia abajo (cabeza arriba) o hacia arriba (cabeza abajo) en respuesta, lo que lleva a un accidente aéreo o una pérdida, respectivamente.
Por lo general, la ilusión de la cabeza hacia arriba se produce durante el despegue, ya que se utiliza una fuerte aceleración lineal para generar sustentación sobre el ala y los flaps. Sin una referencia visual, el piloto puede suponer a partir del sistema vestibular que el morro se ha levantado y ordenar que la aeronave caíga hacia el terreno; si esto ocurre durante el despegue, el avión puede no tener suficiente altitud para recuperarse antes de estrellarse contra el suelo.: 7 

### Canales semicirculares e ilusiones somatogirales

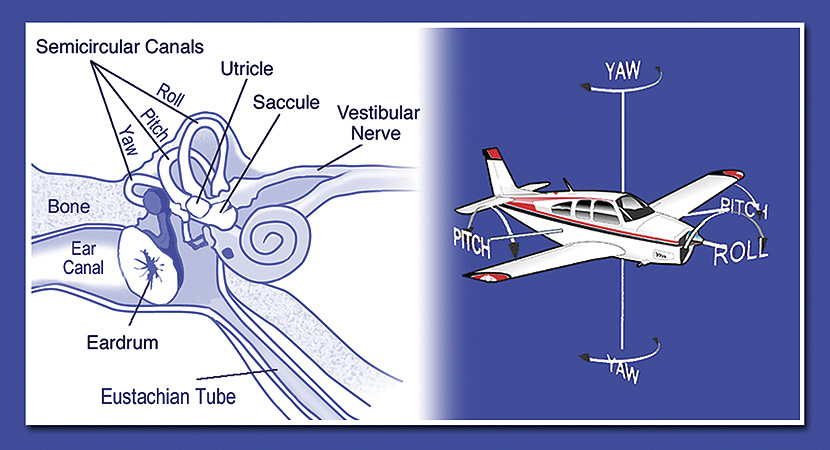
Oído interno con canales semicirculares mostrados, comparándolos con el eje de balanceo, cabeceo y guiñada de un avión.

Además, el oído interno contiene acelerómetros rotacionales, conocidos como canales semicirculares, que proporcionan información al cerebro inferior sobre las aceleraciones rotacionales en los ejes de cabeceo, balanceo y guiñada. Los cambios en la velocidad angular se detectan a partir del movimiento relativo entre el fluido en los canales y el canal mismo, que está fijado a la cabeza; debido a la inercia, el fluido en los canales tiende a retrasarse cuando la cabeza se mueve, lo que indica una aceleración rotacional. Sin embargo, la salida del canal semicircular cesa después de una rotación prolongada (más allá de 15–20 segundos) ya que el fluido ahora ha sido arrastrado al movimiento a través de la fricción, coincidiendo con el movimiento de la cabeza. Si se detiene la rotación, la señal de movimiento percibida del oído interno indica que el piloto ahora está girando en la dirección opuesta al viaje real, ya que el fluido continúa moviéndose mientras el canal se ha detenido. Además, la inercia del fluido significa que el umbral de detección de la aceleración rotacional está limitado a aproximadamente 2°/s 2; las aceleraciones angulares por debajo de este valor no se pueden detectar.: 5    Las ilusiones somatogirales comunes específicas inducidas por los canales semicirculares son las inclinaciones, el giro del cementerio, la espiral del cementerio y Coriolis.
Si el avión entra en un viraje prolongado e inadvertido de forma gradual y luego vuelve de repente a un vuelo nivelado, pueden producirse inclinaciones. El viraje gradual pone en movimiento el fluido que se encuentra en los canales semicirculares y no se puede detectar una aceleración rotacional de dos grados por segundo (o menos). Una vez que el avión vuelve de repente a un vuelo nivelado, el movimiento continuo del fluido da la sensación de que el avión se inclina en la dirección opuesta al viraje que acaba de terminar; el piloto puede intentar corregir la percepción errónea de la vertical inclinándose hacia el viraje original. Las inclinaciones se consideran la forma más común de desorientación espacial.: 9 

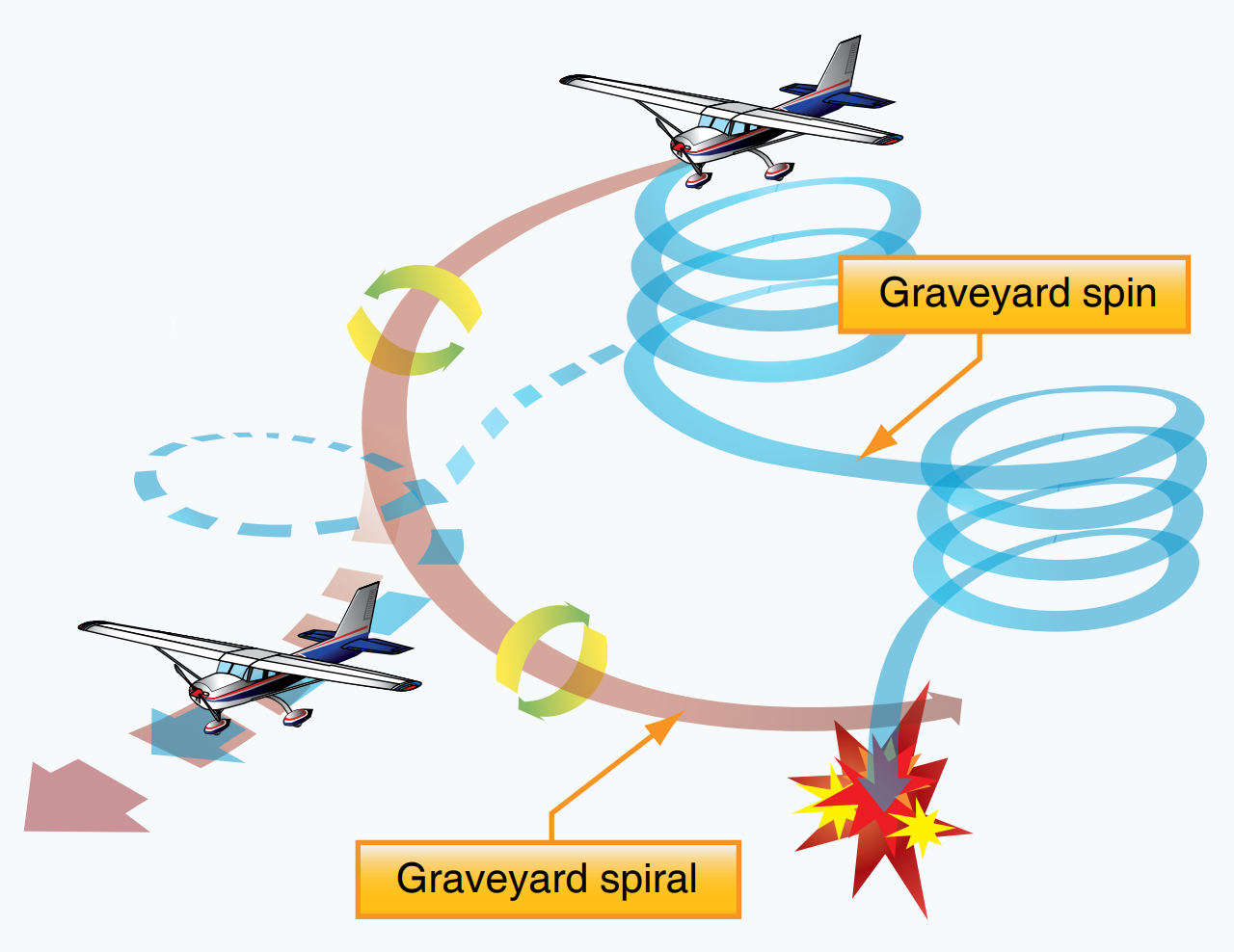
Espiral de cementerio y un giro de cementerio

Tanto la espiral como el giro en el cementerio son causados por la aclimatación de los canales semicirculares a una rotación prolongada; después de un viraje en pendiente (en el caso de la espiral en el cementerio) o un giro (para el giro de la espiral en el cementerio) de aproximadamente 20 segundos, el fluido en los canales semicirculares ha sido arrastrado al movimiento por la fricción, y el sistema vestibular ya no percibe una aceleración rotacional. Si el piloto luego termina el viraje o giro y regresa al vuelo nivelado, el movimiento continuo del fluido causará una sensación de que la aeronave está girando o girando en la dirección opuesta, y el piloto puede volver a entrar en el viraje o giro original inadvertidamente; el piloto puede no reconocer la ilusión antes de que la aeronave pierda demasiada altitud, lo que resulta en una vuelo controlado contra el terreno o las fuerzas g en la aeronave pueden exceder la resistencia estructural de la estructura, lo que resulta en una ruptura en vuelo catastrófica. Uno de los accidentes más infames en la historia de la aviación que involucra la espiral cementerio fue el accidente de John F. Kennedy Jr. en 1999.
Una vez que un avión entra en condiciones en las que el piloto no puede ver un horizonte visual definido, la deriva en el oído interno continúa sin corregirse. Los errores en la tasa de giro percibida sobre cualquier eje pueden acumularse a una velocidad de 0,2 a 0,3 grados por segundo.  Si el piloto no es competente en el uso de instrumentos de vuelo giroscópicos, estos errores se acumularán hasta un punto en el que se pierda el control del avión, generalmente en un viraje pronunciado y en picada conocido como espiral de cementerio. Durante todo el tiempo, antes y durante la maniobra, el piloto no se da cuenta del viraje, creyendo que el avión mantiene un vuelo recto.: 125 
En un estudio de 1954 (Experimento de giro de 180 grados), el Instituto de Aviación de la Universidad de Illinois descubrió que 19 de 20 pilotos no calificados para vuelo instrumental entraron en una espiral de vuelo sin rumbo fijo poco después de entrar en condiciones instrumentales simuladas. El piloto número 20 también perdió el control de su avión, pero en otra maniobra. El tiempo promedio entre el inicio de las condiciones instrumentales y la pérdida de control fue de 178 segundos.
La desorientación espacial también puede afectar a los pilotos con habilitación para volar con instrumentos en determinadas condiciones. Si el piloto mueve demasiado la cabeza durante el vuelo instrumental, puede producirse una fuerte sensación de voltereta (vértigo). Esto se denomina ilusión de Coriolis. Como los canales semicirculares están dispuestos en tres ejes de rotación diferentes, si el piloto mueve repentinamente la cabeza durante una aceleración rotacional, un canal puede comenzar a detectar abruptamente una aceleración angular mientras que otro deja de hacerlo, lo que produce una sensación de vértigo.: 9 

## Ilusiones visuales
Incluso con buena visibilidad, las entradas visuales engañosas como capas de nubes inclinadas, pendientes de pista desconocidas u horizontes falsos también pueden formar ilusiones ópticas, lo que hace que el piloto juzgue mal la orientación vertical, la velocidad o altitud de la aeronave y/o la percepción de distancia y profundidad; estas incluso podrían combinarse con ilusiones no visuales de los sistemas vestibular y propioceptivo para producir una ilusión aún más poderosa.